# N.E.C. in het seizoen 1960/61
Het seizoen 1960/1961 was het zevende jaar in het bestaan van de Nijmeegse betaaldvoetbalclub N.E.C.. De club kwam uit in de Tweede divisie en eindigde daarin op de vierde plaats. Tevens deed de club mee aan het toernooi om de KNVB beker, hierin werd de club in de groepsfase uitgeschakeld.

## Wedstrijdstatistieken

### Tweede divisie
|       | Baronie | De Graafschap | Haarlem | Hilversum | LONGA | Oldenzaal | PEC   | Rigtersbleek | Roda Sport | Tubantia | UVS   | De Valk | Velox | Wilhelmina | Zeist | Zwartemeer | Zwolsche Boys |
| ----- | ------- | ------------- | ------- | --------- | ----- | --------- | ----- | ------------ | ---------- | -------- | ----- | ------- | ----- | ---------- | ----- | ---------- | ------------- |
| Thuis | 5 – 3   | 0 – 1         | 0 – 2   | 3 – 1     | 4 – 1 | 2 – 1     | 5 – 0 | 5 – 3        | 4 – 3      | 2 – 1    | 1 – 0 | 6 – 1   | 0 – 3 | 2 – 2      | 2 – 2 | 1 – 1      | 0 – 1         |
| Uit   | 2 – 3   | 1 – 6         | 3 – 0   | 5 – 1     | 2 – 5 | 0 – 1     | 1 – 4 | 4 – 2        | 3 – 1      | 1 – 2    | 0 – 0 | 0 – 4   | 1 – 0 | 1 – 5      | 2 – 3 | 3 – 2      | 0 – 0         |

#### Wedstrijd voor promotieplay-off
| Wedstrijd voor promotieplay-off                                                               | Wilhelmina                                         | 4 – 2 (1 – 0) | N.E.C.                         |
| 18 juni 1961 Plaats: Nijmegen Goffertstadion Toeschouwers: 16.000 Scheidsrechter: Wim Beltman | Nico Gloudemans 44', 51', 57' Wim van den Hurk 70' |               | 75' Cor Smulders 88' Cees Kick |

### KNVB beker
| Groepsfase                                          | Wageningen                                                                        | 4 – 1 (1 – 1) | N.E.C.                               |
| 14 augustus 1960 Plaats: Wageningen Wageningse Berg | Aart Budding 24' Gerrit van der Weerthof 40', 63' (pen.) Ton van de Weerd 68'     |               | 25' Theo Slijkhuis                   |
| Groepsfase                                          | N.E.C.                                                                            | 1 – 1 (0 – 0) | AGOVV                                |
| 17 augustus 1960 Plaats: Nijmegen Goffertstadion    | Tini van Reeken 55'                                                               |               | 65' Joop Hartjes                     |
| Groepsfase                                          | N.E.C.                                                                            | 5 – 2 (2 – 2) | Elinkwijk                            |
| 26 oktober 1960 Plaats: Nijmegen Goffertstadion     | Cor Smulders –', 75' Mari van den Dungen 28' Wim van Dalen 54' Theo Slijkhuis 86' |               | 11' Jozef Siahaya 25' Herman de Jong |
| Groepsfase                                          | Velox                                                                             | 2 – 0 (1 – 0) | N.E.C.                               |
| 22 februari 1961 Plaats: Utrecht Koningsweg         | Leen Morelisse 25' Wim Adelaar 63'                                                |               |                                      |

## Statistieken N.E.C. 1960/1961

### Eindstand N.E.C. in de Nederlandse Tweede divisie 1960 / 1961
| Stand | Gespeeld | Gewonnen | Gelijk | Verloren | Punten | Doelpunten voor | Doelpunten tegen |
| ----- | -------- | -------- | ------ | -------- | ------ | --------------- | ---------------- |
| 4e    | 34       | 19       | 5      | 10       | 43     | 81              | 55               |

### Topscorers
| #              | Naam                | Goal |
| -------------- | ------------------- | ---- |
| 1.             | Theo Slijkhuis      | 17   |
| 2.             | Cor Smulders        | 13   |
| 3.             | Tini van Reeken     | 11   |
| 4.             | Cees Kick           | 10   |
| 5.             | Mari van den Dungen | 9    |
| 6.             | Moises Bicentini    | 8    |
| 7.             | Jan van Boxtel      | 5    |
| 8.             | Gerard Francissen   | 3    |
| 9.             | Wilhelm Canword     | 2    |
| 9.             | Toon Mijling        | 2    |
| Eigen doelpunt |                     |      |
| –              | Ad Smolders (LONGA) | 1    |
| Totaal         | Totaal              | 81   |

| #      | Naam         | Goal |
| ------ | ------------ | ---- |
| 1.     | Cees Kick    | 1    |
| 1.     | Cor Smulders | 1    |
| Totaal | Totaal       | 2    |

| #      | Naam                | Goal |
| ------ | ------------------- | ---- |
| 1.     | Theo Slijkhuis      | 2    |
| 1.     | Cor Smulders        | 2    |
| 3.     | Wim van Dalen       | 1    |
| 3.     | Mari van den Dungen | 1    |
| 3.     | Tini van Reeken     | 1    |
| Totaal | Totaal              | 7    |

## Voetnoten
Baronie · De Graafschap · Haarlem · Hilversum · LONGA · N.E.C. · Oldenzaal · PEC · Rigtersbleek · Roda Sport · Tubantia · UVS · De Valk · Velox · Wilhelmina · Zeist · Zwartemeer · Zwolsche Boys